# Louis-Bernard Guyton de Morveau
Louis-Bernard Guyton de Morveau ou Guyton-Morveau após a Revolução Francesa (Dijon, Côte-d'Or, 4 de janeiro de 1737 – Paris, 2 de janeiro de 1816) foi um advogado, político e químico francês.
É creditada a ele a primeira produção de um método sistemático de uma nomenclatura química.

## Referência
- Louis Bernard Guyton de Morveau, F.R.S. (1737-1816) and His Relations with British Scientists

W. A. Smeaton. Notes and Records of the Royal Society of London, Vol. 22, No. 1/2 (Sep., 1967), pp. 113-130
- (em francês) SABIX - Biografia